# Hey Ghost, Let's Fight
Let's Fight, Ghost (Hangul: 싸우자 귀신아; RR: Ssauja Gwisin-a), también conocida como "Bring It On, Ghost" y "Hey Ghost, Let's Fight", es una serie de televisión surcoreana emitida del 11 de julio del 2016 al 30 de agosto del 2016 por tvN.
La serie fue creada por "Studio Dragon" y se basó en el webtoon "Let's Fight, Ghost" de Im Man-sup alias "Im In-su".
Contó con la participación invitada de Yoon Doo-joon, Seo Hyun-jin, Shim Hyung-tak, Kim Ji-han, Lee Soo-kyung, Kang Min-ah, Han Bo-reum, Kim Hee-won y Choi Hong-man, entre otros muchos actores.

## Historia
Park Bong-pal es un joven que ha crecido con la capacidad de ver fantasmas y usa su habilidad para trabajar como exorcista, desterrando únicamente a los fantasmas débiles, para ganar suficiente dinero. Un día Bong-pal recibe un mensaje de una joven que le pide que la ayude con un fantasma maligno en una escuela embrujada, cuando llega conoce a Kim Hyun-ji, una estudiante que desde hace cinco años es un espíritu y cree que es el fantasma que debe atrapar.
Bong-pal intenta exorcizarla y mientras pelean terminan besándose accidentalmente, lo que ocasiona que Hyun-ji tenga un breve recuerdo sobre su pasado, ya que no recuerda quién es su familia, ni la razón de su muerte. Al inicio Hyun-ji cree que la razón por la cual sigue en la tierra como una fantasma y no ha podido ascender a la próxima vida, es porque murió antes de presentar sus exámenes de ingreso a la universidad, y al darse cuenta de que Bong-pal tiene el secreto del porqúe ella sigue siendo un espíritu, lo convence de permitirle vivir con él mientras la ayuda a estudiar.
Poco a poco Bong-pal se da cuenta de que Hyun-ji es diferente a los fantasmas que lo han rondado toda su vida y pronto se convierten en compañeros en su lucha por exorcisar a fantasmas malignos, junto a los estudiantes Choi Cheon-sang y Kim In-rang, quienes convencen a Bong-pal de unirse a su club de caza-fantasmas "Ghost Net".
Con la ayuda de Hyun-ji, Bong-pal se da cuenta de que puede luchar incluso con fantasmas aún más fuertes y a darse cuenta de que no todos los fantasmas son malvados y con sólo comprender la historia del espíritu a veces puede ayudarlos a cruzar. Bong-pal decide ayudar a Hyun-ji a descubrir la razón por la cual está en esa condición y a la persona responsable de su accidente.
Trabajando y viviendo juntos pronto tanto Bong-pal como Hyun-ji comienzan a enamorarse, sin embargo ambos ignoran que están siendo perseguidos por un espíritu maligno que se encuentra dentro del cuerpo del profesor Joo Hye-sung, a quién poseyó cuando era pequeño, y quien es el responsable de la muerte de los padres de Bong-pal, del accidente de Hyun-ji y la razón por la cual Bong-pal puede ver fantasmas.
Con el apoyo de Myung-cheol, el protector espiritual de Bong-Pal desde la infancia y el responsable de haber expulsado al espíritu maligno que se encontraba dentro de él y que ahora se encuentra en Hye-sung, intentarán detenerlo antes de que mate a más personas para llegar a Bong-pal y Hyun-ji.

## Reparto

### Personajes principales
| Actor        | Personaje     | Ocupación              | Episodios | Duración |
| ------------ | ------------- | ---------------------- | --------- | -------- |
| Ok Taec-yeon | Park Bong-pal | Estudiante de Economía | 16        | 2016     |
| Kim So-hyun  | Kim Hyun-ji   | Estudiante             | 16        | 2016     |
| Kwon Yul     | Joo Hye-sung  | Veterinario / Profesor | 16        | 2016     |
| Kim Sang-ho  | Myung-cheol   | Monje Budista          | 15        | 2016     |

### Personajes recurrentes
| Actor          | Personaje                  | Ocupación                                           | Número de episodios | Duración |
| -------------- | -------------------------- | --------------------------------------------------- | ------------------- | -------- |
| Kang Ki-young  | Choi Cheon-sang            | Estudiante de Educación Física                      | 16                  | 2016     |
| Lee David      | Kim In-rang                | Estudiante de Informática y Ciencias de Información | 16                  | 2016     |
| Lee Do-yeon    | Oh Kyung-ja / Se Ri        | Fantasma / Amiga de Hyun-ji                         | 4                   | 2016     |
| Yoon Seo-hyun  | Det. Yang                  | Detective de la Estación de Policía de Mapo         | 4                   | 2016     |
| Jung Ji-soon   | Det. Kim                   | Jefe de la Estación de Policía de Mapo              | 4                   | 2016     |
| Choi Ji-na     | Seo Jeong-geum             | Madre de Hyun-ji                                    | 4                   | 2016     |
| Lee Seung-woo  | Park Bong-pal (de pequeño) | -                                                   | 4                   | 2016     |
| Yook Mi-ra     | Kang Eui-sook              | Madre de Hye-sung                                   | 4                   | 2016     |
| Baek Seo-yi    | Im Seo-yeon                | Estudiante de Economía                              | 4                   | 2016     |
| Nam Kyung-min  | Jung                       | Enfermera Veterinaria                               | 4                   | 2016     |
| Yeon Ji-hae    | Kim                        | Enfermera Veterinaria                               | 4                   | 2016     |
| Goo Bon-im     | -                          | Amiga de Myung-cheol / Chamán                       | 4                   | 2016     |
| Yoon Hee-won   | -                          | Padre de Hyun-ji                                    | 2                   | 2016     |
| Lee Jung-eun   | -                          | Jefa del Comité de Residentes                       | 2                   | 2016     |
| Park Kyu-young | -                          | -                                                   | 1                   | 2016     |

### Antiguos personajes recurrentes
| Actor        | Personaje      | Ocupación                  | Número de episodios | Duración | Estado | Notas                                                             |
| ------------ | -------------- | -------------------------- | ------------------- | -------- | ------ | ----------------------------------------------------------------- |
| Kim Min-sang | Park Ji-hoon   | Padre de Bong-pal          | 3                   | 2016     | Muerto | asesinado por el espíritu que se encuentra dentro de Joo Hye-sung |
| Son Eun-seo  | Hong Myung-hee | Madre de Bong-pal / Medium | 2                   | 2016     | Muerta | asesinada por el espíritu que se encuentra dentro de Joo Hye-sung |
| -            | Joo Yong-man   | Padrastro de Hye-sung      | 2                   | 2016     | Muerto | asesinado por el espíritu que se encuentra dentro de Joo Hye-sung |

### Otros personajes
| Actor      | Personaje | Ocupación | N.º de episodios | Duración |
| ---------- | --------- | --------- | ---------------- | -------- |
| Kim Ji-han | Hyun-min  | -         | 9 - 10           | 2016     |

### Apariciones especiales
| Actor    | Personaje | Ocupación | Número de episodios | Duración |
| -------- | --------- | --------- | ------------------- | -------- |
| Woo Hyun | Fantasma  | -         | -                   | 2016     |

## Episodios
La serie estuvo conformada por 16 episodios.

## Producción
En marzo del 2016 la tvN anunció que harían una adaptación en serie del popular webtoon "Let's Fight, Ghost" de by Im Man-sup también conocido como Im In-su.
La serie fue creada por "Studio Dragon", también fue conocida como "Bring It On, Ghost" y "Hey Ghost, Let's Fight".
La primera lectura del guion fue realizado el 18 de mayo del 2016 en "CJ E&M Center" en Sangam-dong, Seúl, Corea del Sur.
Contó con los directores Park Joon-hwa y Myung Hyun-woo, y con el escritor Lee Dae-il.
La producción estuvo a cargo de Yoon Hyun-gi y Lee Se-hee, junto con los productores ejecutivos Choi Kyung-sook, Park Ji-young y Song Byung-joon.
La cinematografía estuvo en manos de Park Jae-hong, mientras que la edición estuvo a cargo de Oh Dong-hee y Kim Jin-seon.
La serie contó con las compañías productoras "Creative Leaders Group 8" y "The Unicorn", y fue distribuida por tvN.

### Emisión en otros países
| País      | Cadenas          | Horario                 | Fecha de Inicio          | Fecha de Finalización |
| --------- | ---------------- | ----------------------- | ------------------------ | --------------------- |
| Argelia   | DTV              | 6:00pm AST              | 13 de agosto de 2016     | -                     |
| Filipinas | GMA Network      | -                       | 25 de agosto de 2016     | -                     |
| Malasia   | 8TV              | 21:30 MST               | 18 de septiembre de 2017 | -                     |
| Tailandia | Channel 8        | 10:45 THT               | 25 de agosto de 2016     | -                     |
| Vietnam   | K+NS             | 20:00 GMT+7 (UTC+07:00) | 23 de enero de 2017      | -                     |
| Paraguay  | LOCA108 TV UHD4K |                         | 2021                     | -                     |